# Ceratocystis fagacearum
Ceratocystis fagacearum è un fungo ascomicete dell'ordine Microascales.

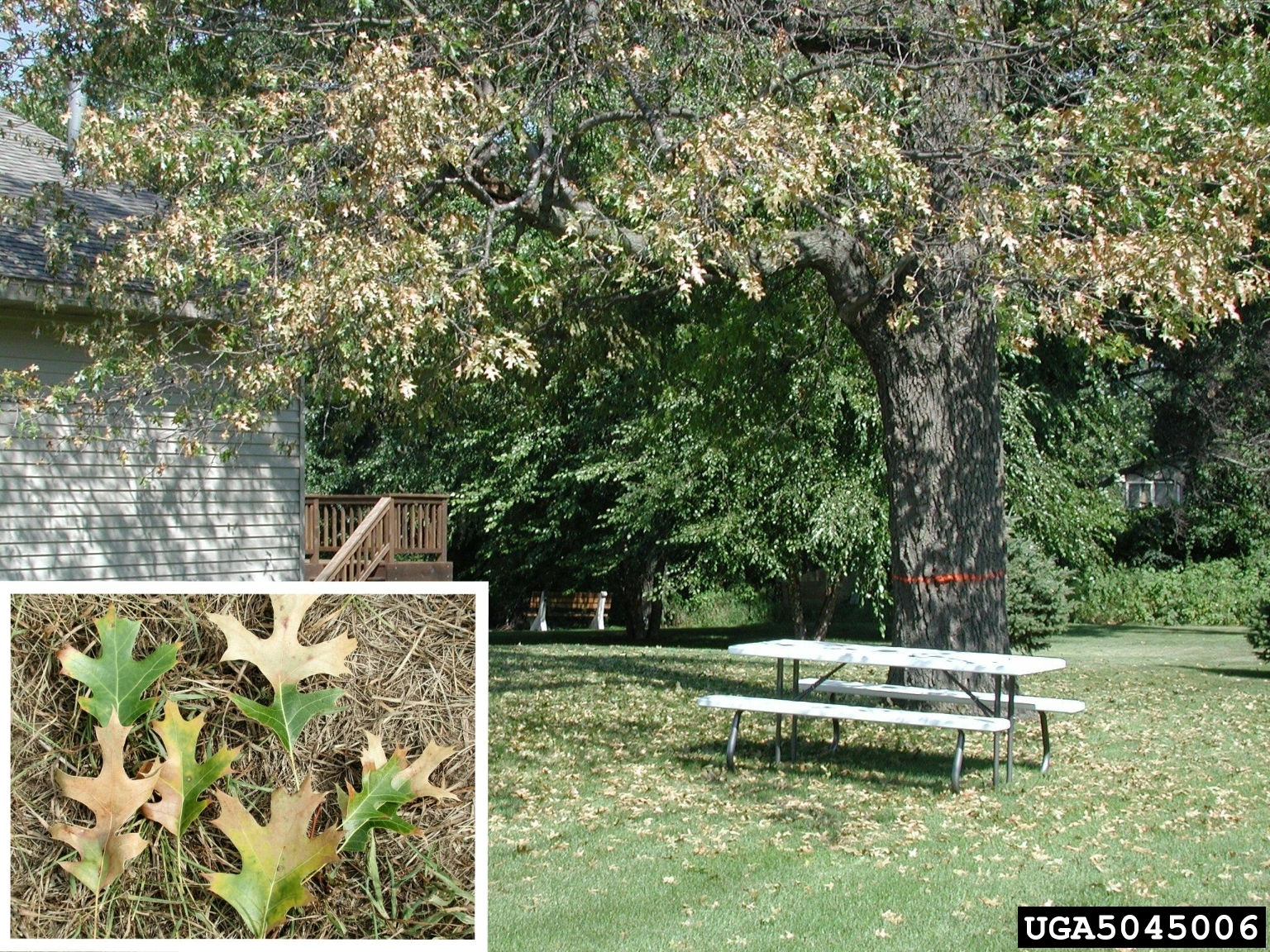
Esemplare di quercia infettata dal fungo

Questo fungo provoca una malattia fungina che può uccidere una quercia. I sintomi della malattia variano da specie a specie, ma generalmente in tutte si arriva alla morte, alla defogliazione e decolorazione delle foglie. Il fungo si sviluppa su alberi sani grazie a insetti vettori o tramite connessione con le radici dell'albero. Per gestire la malattia bisogna soprattutto prevenire l'infezione in modo da evitare ferite all'albero come scavare trincee che ostacolano la connessione del fungo con la radice. Sono disponibili anche trattamenti chimici.

## Sintomi dell'ospite

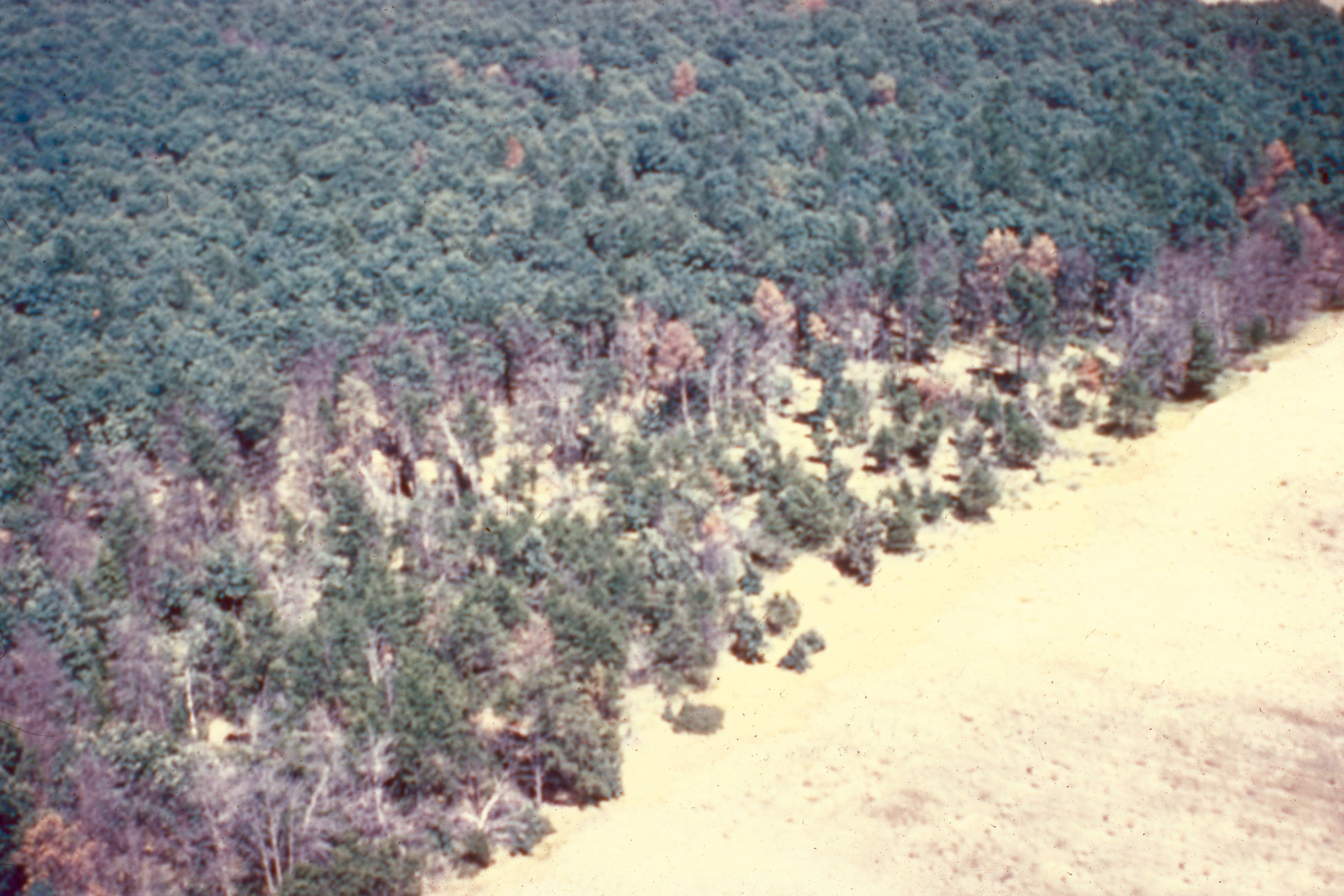
Fotografia aerea di alberi infettati da Ceratocystis fagacearum

Ceratocystis fagacearum influisce su tutto il genere Quercus, ma gli effetti variano da specie a specie. Le specie Quercus kelloggii, Quercus ellipsoidalis e Quercus rubra sono particolarmente sensibili e, quando infette, muoiono nel corso di una sola estate. Nella Quercus rubra l'albero comincia ad appassire dalla parte superiore, si decolorano i tessuti vascolari, le foglie diventano color bronzo e cadono dall'albero.